# Cloesia normalis
Cloesia normalis är en fjärilsart som beskrevs av Paul Dognin 1911. Cloesia normalis ingår i släktet Cloesia och familjen björnspinnare. Inga underarter finns listade i Catalogue of Life.